# Дейн (округ, Вісконсин)
Шаблон:StateAbbr_ 43°04′ пн. ш. 89°25′ зх. д. / 43.07° пн. ш. 89.42° зх. д.
 Дейн (англ. Dane County) — округ (графство) у штаті Вісконсин. Ідентифікатор округу 55025.

## Історія
Округ утворений 1836 року.

## Демографія
За даними перепису 
2000 року 
загальне населення округу становило 426526 осіб, зокрема міського населення було 360541, а сільського — 65985.
Серед них чоловіків — 211020, а жінок — 215506. В окрузі було 173484 домогосподарства, 100856 родин, які мешкали в 180398 будинках.
Середній розмір родини становив 2,97.
Віковий розподіл населення поданий у таблиці:
| Стать    | До 15 років | 15-21 | 22-29 | 30-39 | 40-49 | 50-65 | 65-85 | Понад 85 |
| -------- | ----------- | ----- | ----- | ----- | ----- | ----- | ----- | -------- |
| Чоловіки | 41004       | 26532 | 30132 | 35062 | 33609 | 28435 | 14772 | 1474     |
| Жінки    | 39240       | 26306 | 28400 | 34301 | 34241 | 29395 | 19694 | 3929     |

## Суміжні округи
- Колумбія — північ
- Додж — північний схід
- Ґрін — південь
- Айова — захід
- Джефферсон — схід
- Рок — південний схід
- Сок — північний захід

## Виноски
1. ↑  U.S. Decennial Census. Census Bureau. Архів оригіналу за 26 квітня 2015. Процитовано 4 серпня 2015.
2. ↑  Historical Census Browser. University of Virginia Library. Архів оригіналу за 16 серпня 2012. Процитовано 4 серпня 2015.
3. ↑  Forstall, Richard L., ред. (27 березня 1995). Population of Counties by Decennial Census: 1900 to 1990. Census Bureau. Архів оригіналу за 18 липня 2015. Процитовано 4 серпня 2015.
4. ↑  Census 2000 PHC-T-4. Ranking Tables for Counties: 1990 and 2000 (PDF). Census Bureau. 2 квітня 2001. Архів оригіналу (PDF) за 18 грудня 2014. Процитовано 4 серпня 2015.
5. ↑  Quick Facts: Dane County, Wisconsin. Census Bureau. 1 липня 2018.(англ.) Наведено за англійською вікіпедією.
6. ↑  American FactFinder. Бюро перепису населення США. Архів оригіналу за 21 травня 2008. Процитовано 31 січня 2008.

| США | Це незавершена стаття з географії США. Ви можете допомогти проєкту, виправивши або дописавши її. |